# Yves Reymond
Yves Reymond – francuski judoka. Uczestnik mistrzostw świata w 1961 i 1965 roku.
Srebrny medalista mistrzostw Europy w 1961 i 1965, a także pierwszy w drużynie w 1962. Mistrz Francji w 1962 i 1967 roku.